# Institut des nanotechnologies de Lyon
L’Institut des Nanotechnologies de Lyon (INL) est une Unité Mixte de Recherche (UMR 5270) dont les tutelles sont le CNRS, l’ECL, l’INSA, l’université Claude-Bernard-Lyon-I et CPE Lyon. L’INL a pour vocation de développer des recherches technologiques multidisciplinaires dans le domaine des micro et nanotechnologies et de leurs applications. Les recherches menées s’étendent des matériaux aux systèmes, laboratoire s’appuie sur la plate-forme technologique lyonnaise NanoLyon. Les domaines d’application couvrent de grands secteurs économiques : l’industrie des semiconducteurs, les technologies de l’information, les technologies du vivant et de la santé, l’énergie et l’environnement.
Il a été créé en 2007 et est présidé par Catherine Bru-Chevallier.
La recherche est organisée autour de quatre axes :
- matériaux fonctionnels,
- électronique,
- photonique et photovoltaïque,
- biotechnologies et santé.

Le laboratoire est multi-sites avec des localisations sur les campus d’Ecully et de Lyon-Tech La Doua. Il regroupe environ 200 personnes dont 121 personnels permanents. L’INL est un acteur majeur du Pôle de Recherche et d’Enseignement.